# Малка къща в прерията
„Малка къща в прерията“ (на английски: Little House on the Prairie) е американски уестърн исторически драматичен сериал за семейство Ингалс, които живеят във фермата „Плъм Крийк“ близо до Уолнът Гроув, Минесота през 1870-те до 1890-те години. Сериалът е адаптация по едноименната поредица книги, написани от Лора Инголс Уайлдър. Премиерата на сериала е излъчена на 11 септември 1974 г. по NBC и свършва на 21 март 1983 г.

## Актьорски състав
- Майкъл Ландън – Чарлс Ингалс (сезони 1-8, гостуваща роля в сезон 9)[1]
- Карън Грасъл – Каролин Куинър Ингалс (сезони 1-8)[1]
- Мелиса Гилбърт – Лора Ингалс Уайлдър (сезони 1-9)[1]
- Мелиса Сю Андерсън – Мери Ингалс Кендълс (сезони 1-7, гостуваща роля в сезон 8)[1]
- Линдзи и Сидни Грийнбуш – Кари Ингалс (сезони 1-8)[1]
- Матю Лабиорто – младият Чарлс Ингалс/Албърт Ингалс (сезони 5-8, гостуваща роля в сезон 9)
- Ричард Бул – Нелс Олесон (сезони 1-9)
- Катрин МакГрегър – Хариет Олесон (сезони 1-9)
- Алисън Арнгрим – Нели Олесон Долтън (сезони 1-8)
- Джонатан Гилбърт – Уили Олесон (сезони 1-9)
- Виктор Френч – господин Едуардс (сезони 1-3, гостуваща роля в сезони 6, 8-9)
- Бони Бартлет – Грейс Снайдър Едуардс (сезони 1-3, гостуваща роля в сезон 6)
- Кевин Хаген – доктор Хирам Бейкър (сезони 1-9)
- Дабс Гриър – преподобния Робърт Олдън (сезони 1-9)
- Шарлот Стюарт – Ева Бийдъл Симс (сезони 1-4)
- Карл Суенсън – Ларс Хансън (сезони 1-5)
- Радамес Пера – Джон (Сандерсън младши) Едуардс (сезони 2-4)
- Браян Парт – Джон (Сандерсън) Едуардс (сезони 2-3)
- Кайл Ричардс – Алиша (Сандерсън) Ричардс (сезони 2-3, гостуваща роля в 6, 8)
- Мерлин Олсен – Джонатан Гарви (сезони 4-7)
- Херша Паради – Алис Гарви (сезони 4-6)
- Патрик Лабортьо – Андрю Гарви (сезони 4-7)
- Линууд Бумър – Адам Кендъл (сезони 4-7; гостуваща роля в 8)
- Кети Лестър – Хестър Сю Терхун (сезони 5-9)
- Уенди и Бренда Търнбоу – Грейс Ингалс (сезони 5-8)
- Куини Смит – Аманда Уипъл (сезони 1-4)
- Дийн Бътлър – Алманцо Уайлдър (сезони 6-9)
- Луси Лий Флипин – Елиза Джейн Уайлдър (сезон 6, гостуваща роля в 7 и 8)
- Стийв Трейси – Пърсивал Долтън (сезони 6-7)
- Джейсън Бейтман – Джеймс (Купър) Ингалс (сезони 7-8)
- Мелиса Францис – Касандра (Купър) Ингалс (сезони 7-8)
- Алисън Болсън – Нанси Олсън (сезони 8-9)
- Шанън Дохърти – Джени Уайлдър (сезон 9)
- Стан Ивар – Джон Картър (сезон 9)
- Дейвид Фрийдман – Джейсън Картър (сезон 9)
- Линдзи Кенеди – Джеб Картър (сезон 9)
- Памела Ройланс – Сара Рийд Картър (сезон 9)

## В България
В България сериалът започва излъчване по Първа програма през началото на 80-те години на Българската телевизия с български дублаж, в който участват актрисите Гинка Станчева и Адриана Андреева.
През юли 2024 г. се излъчва по AXN със субтитри.